# Боулинг-Грин (Огайо)
Боулинг-Грин (англ.  Bowling Green) — город и административный центр округа Вуд в штате Огайо США.

## Описание
Административный центр округа Вуд 
с 1866 года. Находится в северо-западном Огайо, примерно в 25 милях (40 км) к югу от Толидо. Место, изначально болотистая местность, было впервые заселено Элишой Мартиндейлом в 1832 году. Город был заложен в 1835 году и назван в честь Боулинг-Грин, штат Кентукки. Болота, осушенные немецкими иммигрантами и превращённые в продуктивные сельскохозяйственные угодья, теперь поддерживают скот, зерно и томаты. В этом районе была обнаружена нефть (1886 г.), и последовал кратковременный промышленный бум (в основном производство стекла), пока скважины не иссякли.

## Население
| 2010   | 2020    |
| ------ | ------- |
| 30 028 | ↗30 808 |